# Eiichi Ataka
Eiichi Ataka  (japanska: 安宅英, Ataka Eiichii), född 1 januari 1901 i Kanaiwa (nuvarande Kanazawa) i prefekturen Ishikawa i Japan, död 7 maj 1994 , var en japansk företagare och konstmecenat.
Eiichi Atakis farfar, Kokichi Ataka, byggde upp en förmögenhet som bankir och företagare i konstgödsel- och teko-företag och blev en av de rikaste affärsmännen i provinsen Kaga. Eiichi Atakas far, Yakichi Ataka (1873–1949), grundade importföretaget Ataka Co., Ltd. Fadern blev också känd som skyddsande för författaren D.T. Suzuki och filosofen Kitaro Nishida (1870–1955). Eiichi Ataki växte upp som äldste son i familjen och studerade på handelsgymnasiet i Kobe, numera ekonomifakulteten i Kobes universitet. Han började 1924 i faderns företag och ledde företaget mellan 1925 och 1934. Åren 1955–1965 var han styrelseordförande, men ägnade sig framför allt åt verksamhet som konstmecenat. 
Eiichi Ataka fattade intresse för gammal kinesisk, koreansk och japansk keramik och byggde upp en betydande samling. Han instiftade Atakipriset, som delas ut av Tokyos musikhögskola.
Under Eiichi Atakas ägande, men under annan ledning, hamnade familjeföretaget i ekonomiska svårigheter, vilket ledde till att företaget upplöstes 1975–1977. Sumitomogruppen en del av konkursboet och skänkte konstsamlingen till staden Osaka. Staden lät runt denna samling bygga upp Museum of Oriental Ceramics, Osaka, vilket öppnade 1982. 